# Saint-Christophe-en-Bresse
Saint-Christophe-en-Bresse é uma comuna francesa na região administrativa de Borgonha-Franco-Condado, no departamento Saône-et-Loire. Estende-se por uma área de 20,44 km². Em 2010 a comuna tinha 1 097 habitantes (densidade: 53,7 hab./km²).